# Veneta
Veneta é uma cidade localizada no estado norte-americano de Oregon, no Condado de Lane.

## Demografia
Segundo o censo norte-americano de 2000, a sua população era de 2755 habitantes.
Em 2006, foi estimada uma população de 3757, um aumento de 1002 (36.4%).

## Geografia
De acordo com o United States Census Bureau tem uma área de
6,9 km², dos quais 6,9 km² cobertos por terra e 0,0 km² cobertos por água. Veneta localiza-se a aproximadamente 116 m acima do nível do mar.

## Localidades na vizinhança
O diagrama seguinte representa as localidades num raio de 32 km ao redor de Veneta.